# Hartpapier

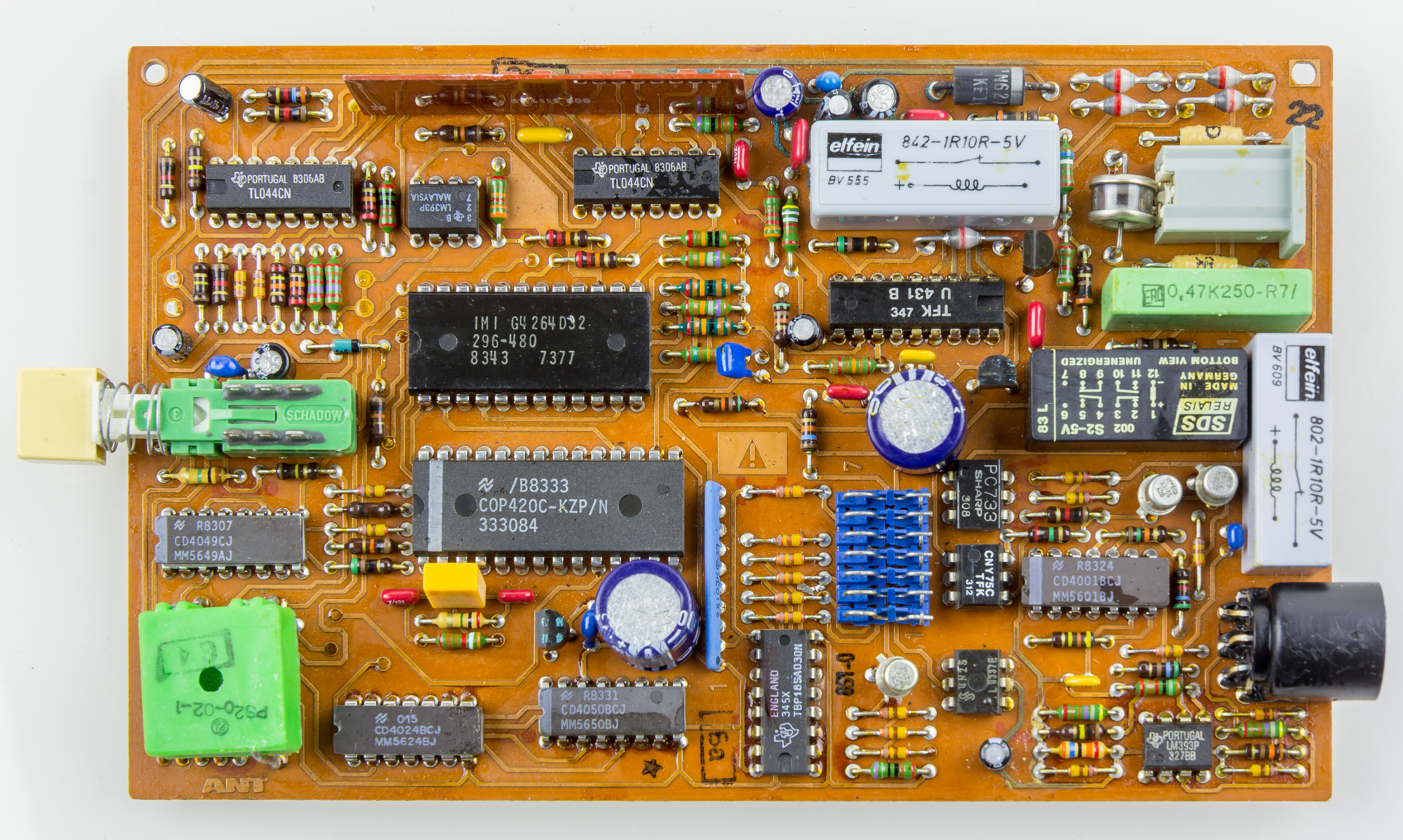
Elektrische Leiterplatte aus Phenolharz-Hartpapier in der typischen braunen Farbe

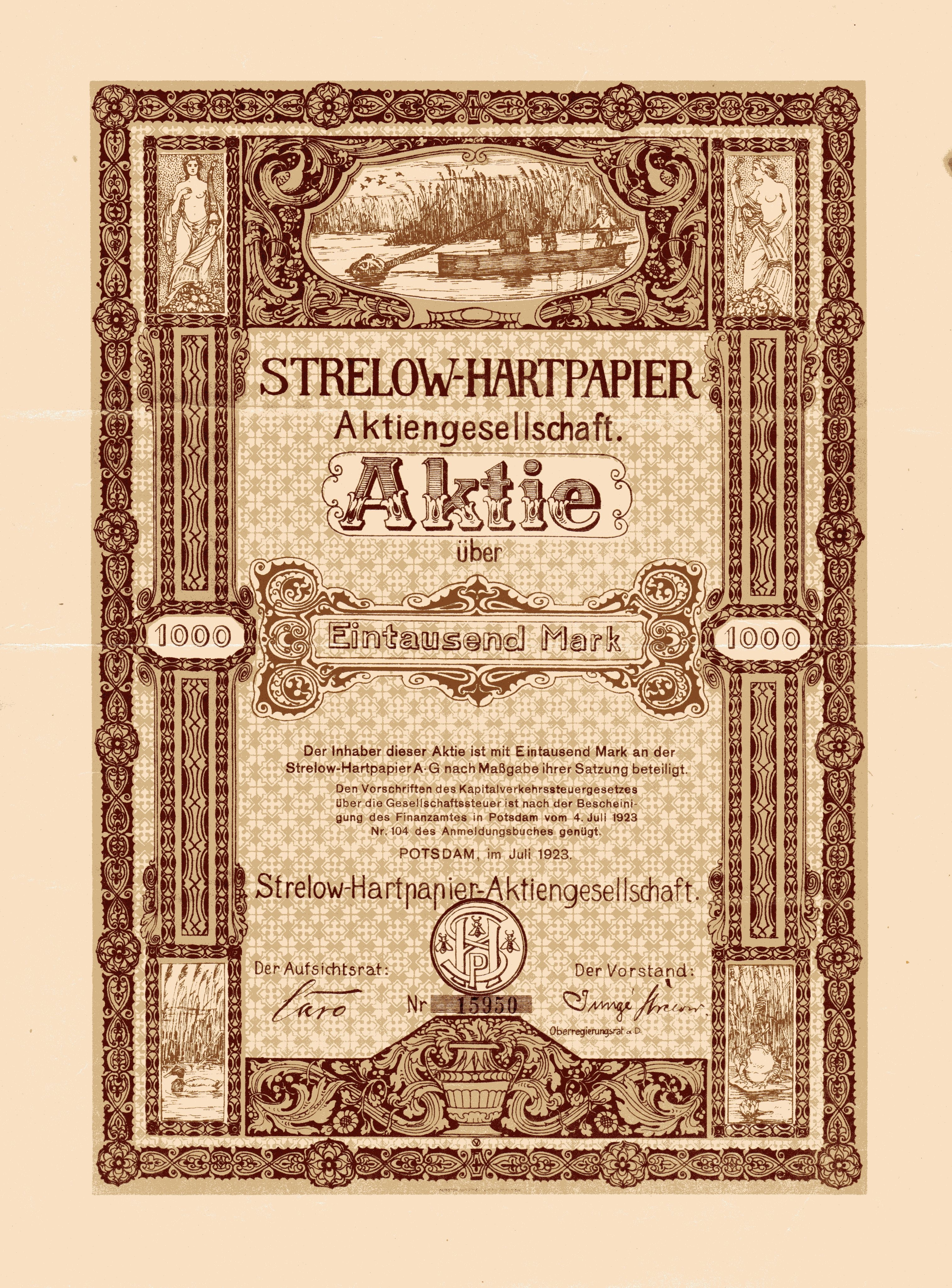
Aktie der Strelow-Hartpapier AG vom Juli 1923 – diese Firma stellte u. a. Möbel aus Hartpapier her

Hartpapier ist ein Faserverbundwerkstoff aus Papier und einem Phenol-Formaldehyd-Kunstharz (Phenoplast). Hartpapier wird in der Elektrotechnik und in der Elektronik als Isolierstoff und isolierendes Trägermaterial für elektronische Bauteile und gedruckte Schaltungen verwendet, vorwiegend in Form von Leiterplatten.
Die Dichte von Hartpapier beträgt etwa 1,35–1,36 g/cm3.
Leiterplatten aus Hartpapier dünsten geringe Mengen von Phenol und Formaldehyd aus. Das macht sich bei Erhitzung (etwa durch Löten) oder spanabhebender Bearbeitung in einem charakteristischen, strengen Geruch bemerkbar. Phenol und Formaldehyd sind gesundheitsschädlich, wenn sie in den menschlichen Körper gelangen. Daher sollte bei mechanischer Bearbeitung gewährleistet sein, dass keine größeren Mengen an Staub und Ausgasung eingeatmet werden.
Kennzeichnungen von Leiterplatten-Basismaterialien auf Phenolharzbasis, FR steht für englisch flame retardant (dt. flammhemmend).:
- FR1 = Phenolharz + Papier (billige Sorte)
- FR2 = Phenolharz + Papier (Standardqualität)

Andere Leiterplatten-Basismaterialien auf Hartpapierbasis:
- FR3 = Kern aus Epoxidharz + Papier[1] (verbesserte elektrische Eigenschaften)[2]
- CEM1 = Kern aus Phenolharz[3] oder Epoxidharz[4] + Papier, abgedeckt mit zwei Außenlagen aus FR-4 (hervorragende thermische Stabilität[5], kostengünstiger als FR-4[6], elektrische Eigenschaften besser als FR-3 und etwas schlechter als FR-4[7])

Hartpapier ist unter unterschiedlichen Markennamen erhältlich. Beispiele sind Pertinax, Turbonit, Carta, Wahnerit, Repelit, Haefelyt, Preßzell oder Krüpax.
Die besonders bekannte Marke Pertinax wurde 2014 von der Dr. Dietrich Müller GmbH, Ahlhorn als Materialverarbeiter übernommen.